# Sandmännchen
Sandmännchen war eine deutsche Kindersendung, die von 1959 bis 1989 vom Sender Freies Berlin produziert wurde.
Zeitlich parallel wurde vom DFF der DDR die Sendung Unser Sandmännchen ausgestrahlt.

## Hintergrund

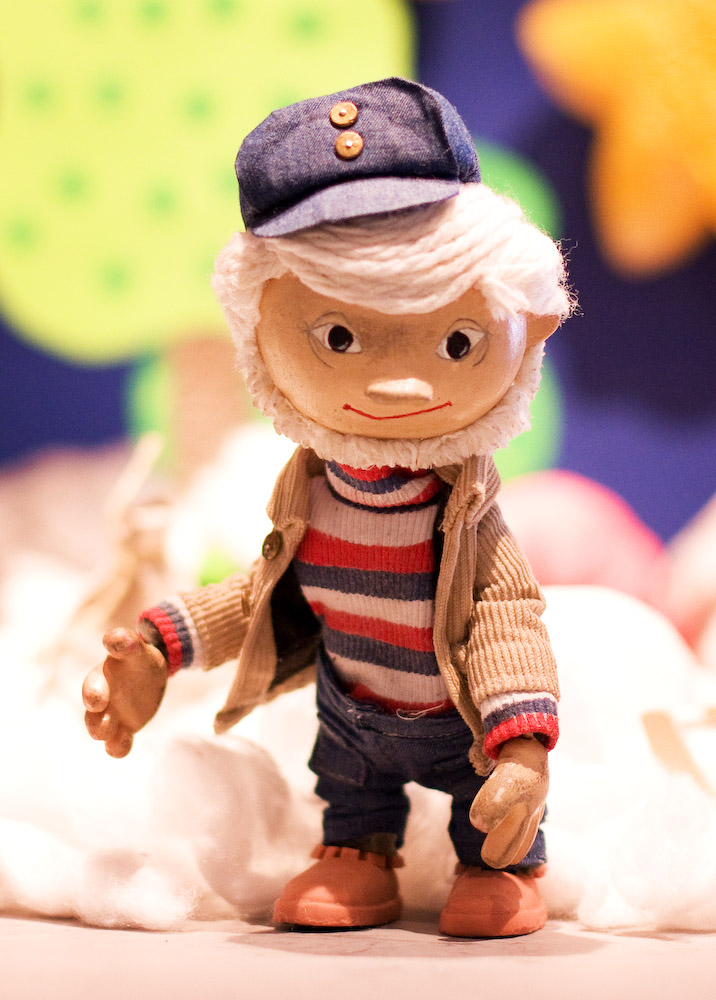
Das Sandmännchen des SFB im Museum für Kommunikation Frankfurt

Die literarische Figur des Sandmanns ist seit Jahrhunderten aus verschiedenen Erzählungen bekannt, zum Beispiel Der Sandmann von E.T.A. Hoffmann oder auch Hans Christian Andersens Ole Lukøje. Entsprechend der literarischen Vorlage ist die Trickfilm-Puppe ein kleiner Mann mit weißem Bart. Es erscheint in einer Rahmenhandlung vor bzw. nach einem kindgerechten Kurzfilm und streut am Ende jeder Sendung seinen Schlafsand, um den Kindern angenehme Träume zu schenken. Dargestellt wird es als Stop-Motion-Animation.
Abendlied hieß ab 1946 eine Radiosendung von Ilse Obrig im Berliner Rundfunk. Anfang 1958 entwickelte Obrig gemeinsam mit der Puppengestalterin und Autorin Johanna Schüppel eine einfache kleine Handpuppe für eine Fernsehadaption. Doch bevor Sandmännchens Gruß für Kinder am 1. Dezember 1959 auf den Bildschirm trat, sendete der Deutsche Fernsehfunk (DFF) in der DDR am 22. November 1959 die erste Folge von Unser Sandmännchen – die dortigen Fernsehmacher hatten von den Planungen des SFB erfahren und kurzfristig ein eigenes Sendekonzept entwickelt. Am 29. Oktober 1962 erschien das SFB-Sandmännchen auch im Programm des NDR und des HR.
Sandmännchen wurde am 31. März 1989 eingestellt, nachdem die einzelnen Sendeanstalten der ARD es seit 1984 schrittweise aus dem Programm genommen hatten. Die spätere Übernahme des DFF-Sandmännchens in das Programm der ARD war zu dieser Zeit noch nicht absehbar.

## Konzept
Das Sandmännchen des SFB wurde am 1. Dezember 1959, neun Tage nach dem Start seines Pendants beim DFF, in der Bundesrepublik das erste Mal ausgestrahlt. Das Sandmännchen kam mit einer Wolke eingeschwebt, oder auch mit einem Fluggerät, dessen orangefarbene Karosserie dem Rennwagen Porsche 908/03 nachempfunden war, und sprach: „Nun, liebe Kinder, gebt fein acht, ich hab' euch etwas mitgebracht.“ Die Sandmännchen-Puppe wurde von Rosemarie Küssner animiert.

### Kurzfilme
In den Kurzfilmen des Sandmännchens traten zum Beispiel Figuren auf wie Piggeldy und Frederick, die beiden Schweine. Hierbei wurde eine Frage des neugierigen, jüngeren vom großen erzählerisch beantwortet, beginnend mit der Standard-Einleitung „Nichts leichter als das!“. Jede Geschichte endete mit dem Schluss „… und Piggeldy ging mit Frederick nach Hause“.
Auch die Augsburger Puppenkiste (mit Figuren wie Tintenfisch Klecksi, den Almbewohnern Beppo und Peppi, den Rittern Kunibert und Heiner sowie die Ansagerin Hilde Nocker mit Teddy und Puppi), dann Janosch, Gina Ruck-Pauquèt und James Krüss lieferten Beiträge.
Weitere Folgen von Karl Heinz Gies entstanden 1966 mit dem Berliner Puppenspieltheater Die Kullerköpfe unter dem Titel Zirkus Peppinello.

### Lied

Beginn des Sandmann-Liedes des SFB

Instrumental, Anfang der 1980er Jahre

Die Melodie schrieb Kurt Drabek, der Text stammt von Helga Mauersberger vom Norddeutschen Rundfunk, die auch für die Produktion des Formats verantwortlich war. Die einzelnen Folgen wurden bis 1985 von der von Herbert K. Schulz (1926–1985) geleiteten Firma „cinetrick“ produziert.
1999 wurde das Lied mit dem Titel Kommt ein Wölkchen angeflogen, gesungen von den Schaumburger Märchensängern, auf einer Kassette aus der Reihe Liederland veröffentlicht.
Anfang der 1980er Jahre entstand noch ein zweites, instrumentales Sandmännchen-Lied, das bei neuen Sandmännchen-Produktionen zum Einsatz kam, die bis 1989 produziert wurden.

## Varianten
In den 1960er und 1970er Jahren strahlte der WDR in seinem 3. Programm ebenfalls eine Sandmännchen-Sendung aus. In den 1970er Jahren gab es im WDR zudem eine Sendung mit dem Titel Sandmännchen international, in der die Rahmenhandlung nicht als Puppentrick, sondern mit realen Darstellern gedreht worden war. Zwischen 1982 und 1987 drehte der Puppenspieler Rudolf Fischer 60 Episoden der Filmreihe Felix und Felizitas als Mischung aus Handpuppen-, Marionetten- und Maskenspiel; sämtliche Figuren befinden sich heute in der Sammlung des Puppenpavillon Bensberg und sind zum Teil noch auf der Bühne im Einsatz.
In Österreich gab es zwar die gleiche Figur wie bei der ARD, aber statt des „Sandmännchen-Lieds“ kam das in der Alpenrepublik Betthupferl genannte Wolkenwagerl-Männchen zu Wolfgang Amadeus Mozarts Klaviersonate in A-Dur, KV 331, Anfang des 1. Satzes, Andante grazioso, ins 1960er und 1970er Wohnzimmer gereist. Die Kinder sollten auch nicht „fein“ achtgeben, sondern „gut“, und am Schluss hieß es „Auf Wiederseh'n und Gute Nacht“.
Das Schweizer Fernsehen strahlte von 1968 bis in die späten 1970er Jahre die Sendung De Tag isch vergange aus.